# Liste des présidents de la Somalie
Voici une liste des chefs d'État somaliens depuis l'indépendance du 1er juillet 1960.

## Titre
Le titre du chef de l'État a varié ainsi :
- 1960-1969 : président de la République somalie
- 1969-1976 : président du Conseil révolutionnaire suprême de la République démocratique somalie
- 1976-1991 : président de la République démocratique somalie
- 1991-1997 : président du gouvernement intérimaire de Somalie
- 2000-2004 : président du gouvernement national de transition de la république de Somalie
- 2004-2009 : président du gouvernement fédéral de transition de la république de Somalie
- 2009-2012 : président de la république de Somalie
- depuis 2012 : président de la république fédérale de Somalie[1]

## Mode de scrutin
Le président de la République est élu au scrutin indirect par le parlement fédéral de Somalie pour un mandat de quatre ans, renouvelable une seule fois. L'élection requiert la présence d'au moins deux tiers des membres de chaque chambre du parlement, composé des 275 membres de la Chambre du peuple, et des 54 membres du Sénat,. Les candidats doivent obtenir le soutien d'au moins vingt membres de la chambre basse ou un membre de la chambre haute pour pouvoir se présenter.
Le système utilisée est une forme modifiée du scrutin uninominal majoritaire à deux tours. Est élu le candidat obtenant la majorité qualifiée de deux tiers du total des membres du parlement, soit 220 voix. À défaut, un second tour est organisé entre les quatre candidats arrivés en tête, et est élu celui recueillant la majorité des deux tiers. Si aucun candidat n'est élu lors des deux premiers tours de scrutin, un troisième est organisé entre les deux candidats arrivés en tête au second tour, et celui recueillant la majorité absolue est déclaré élu.

## Liste
| Nom | Début du mandat   | Fin du mandat     | Notes                                            |
| --- | ----------------- | ----------------- | ------------------------------------------------ |
| Aden Abdullah Osman Daar | 1er juillet 1960  | 10 juin 1967      | Président de la République                       |
| Abdirashid Ali Shermarke | 10 juin 1967      | 15 octobre 1969   | Président de la République                       |
| Sheikh Mukhtar Mohamed Hussein | 15 octobre 1969   | 21 octobre 1969   | par intérim                                      |
| Mohamed Siad Barre | 21 octobre 1969   | 1er juillet 1976  | Président du Conseil révolutionnaire suprême     |
| Mohamed Siad Barre | 1er juillet 1976  | 27 janvier 1991   | Président de la République                       |
| Ali Mahdi Mohamed | 27 janvier 1991   | 3 janvier 1997    | Président du gouvernement intérimaire            |
| Après le 27 janvier 1991, aucun gouvernement de la Somalie n'a été reconnu internationalement. Ali Mahdi Mohamed continua à revendiquer la présidence mais il n'exerçait plus aucun pouvoir. Le 15 juin 1995, le seigneur de guerre Mohamed Farrah Aidid réclama à son tour la présidence jusqu'à sa mort le 1er août 1996. Son fils, Hussein Mohamed Farrah, reprit les revendications de son père à son compte jusqu'au 20 mars 1998. |                   |                   |                                                  |
| Abdiqasim Salad Hassan | 27 août 2000      | 14 octobre 2004   | Président du gouvernement national de transition |
| Abdullahi Yusuf Ahmed | 14 octobre 2004   | 29 décembre 2008  | Président du gouvernement fédéral de transition  |
| Adan Mohamed Nuur Madobe | 29 décembre 2008  | 31 janvier 2009   | par intérim                                      |
| Sharif Sheikh Ahmed | 31 janvier 2009   | 20 août 2012      | Président de la République                       |
| Muse Hassan Abdulle | 20 août 2012      | 28 août 2012      | par intérim                                      |
| Mohamed Osman Jawari | 28 août 2012      | 16 septembre 2012 | par intérim                                      |
| Hassan Sheikh Mohamoud | 16 septembre 2012 | 8 février 2017    | Président de la République                       |
| Mohamed Abdullahi Mohamed | 8 février 2017    | 23 mai 2022       | Président de la République                       |
| Hassan Sheikh Mohamoud | 23 mai 2022       | en fonction       | Président de la République                       |

## Note
1. ↑  Constitution de la République fédérale de Somalie
2. 1 2 3  « Constitution provisoire », sur extwprlegs1.fao.org (consulté le 18 décembre 2020).
3. ↑  « Constitution », sur www.wipo.int (consulté le 18 décembre 2020).